# Diocesi di Nebbi (Numidia)
La diocesi di Nebbi (in latino Dioecesis Nebbitana) è una sede soppressa e sede titolare della Chiesa cattolica.

## Storia
Nebbi, nel territorio di Tobna (provincia di Batna) nell'odierna Algeria, è un'antica sede episcopale della provincia romana di Numidia.
Discussa è l'attribuzione a questa sede di una serie episcopale. Esisteva probabilmente nel territorio una comunità cristiana, secondo la testimonianza di Vittore di Tunnuna, secondo il quale nel 479 il re Unnerico esiliò un nutrito gruppo di cattolici provenienti da Tubune, Macri e Nippis, località tra loro vicine in Numidia.
Alla conferenza di Cartagine del 411, che vide riuniti assieme i vescovi cattolici e donatisti dell'Africa romana, partecipò Quodvultdeus, episcopus Neptitanus o Nebbitanus. Morcelli e Mandouze assegnano questo vescovo alla diocesi di Nepte in Bizacena. Mesnage ritiene, nell'incertezza, di attribuire questo vescovo sia a Nebbi che a Nepte.
Anatole Toulotte attribuisce alla diocesi due vescovi, Quodvultdeus, e Paolo, documentato nelle liste dei vescovi della Numidia nel 484, che tuttavia era vescovo di Nicives.
Dal 1933 Nebbi è annoverata tra le sedi vescovili titolari della Chiesa cattolica; dal 5 gennaio 2010 il vescovo titolare è Wolfgang Bischof, vescovo ausiliare di Monaco e Frisinga.

## Cronotassi

### Vescovi residenti
- Quodvultdeus ? † (menzionato nel 411) (vescovo donatista)

### Vescovi titolari
- Lawrence William York, O.S.B. † (13 maggio 1741 - 14 aprile 1770 deceduto)[6]
- Iuliu Hirțea † (1949 - 28 giugno 1978 deceduto)
- Filippo Iannone, O.Carm. (12 aprile 2001 - 19 giugno 2009 nominato vescovo di Sora-Aquino-Pontecorvo)
- Wolfgang Bischof, dal 5 gennaio 2010